# Gennadij Ajgi
Gennadij Nikolaevič Ajgi (in russo Геннадий Николаевич Айги?; Šajmurzino, 21 agosto 1934 – Mosca, 21 febbraio 2006) è stato un poeta russo.
Trascorsa l'infanzia nella Repubblica dei Ciuvasci, cui è sempre rimasto culturalmente e linguisticamente legato, e completati gli studi a Mosca, esordì in campo poetico con una prima raccolta di liriche nella sua lingua materna. Per le sue traduzioni nel 1972 è stato insignito del premio "Paul Desfeuilles" dall'Académie française.
La sua poesia ciuvascia è caratterizzata da un vivo impressionismo animistico, vicino alla tradizione lirica del suo popolo, e da una forte valorizzazione della ritmicità della lingua. È anche autore di numerose traduzioni in ciuvascio di poesia russa, francese, ungherese e polacca, e della prima versione ciuvascia dei sonetti danteschi.

## Opere
- 1958 – Attesen jačĕpe (Nel nome dei padri)
- 1962 – Pĕtĕm purnăşšan dĕklennĕ muzykă (Musica per tutta la vita)
- 1964 – Utăm (Il passo)
- 1971 – Palărăm (Manifestazione)
- 1975 – Cĕrĕ tĕbĕ (L'ovario)